# Heinz Alt
Heinz Alt (* 4. August 1922 in Ostrava, Tschechoslowakei; † 6. Januar 1945 in Dachau) war ein deutscher Komponist und ein Opfer des NS-Regimes.

## Leben
Über Heinz Alt, der zusammen mit Viktor Ullmann, Gideon Klein, Pavel Haas, Hans Krása und anderen im KZ Theresienstadt als Komponist auftrat, ist nur wenig bekannt. Er kam im Juni 1943 aus Ostrava nach Theresienstadt. Über seine dortige Beteiligung am Kulturleben ist eine Aufführung seiner 6 Miniaturen für Klavier bekannt (im zweiten Konzert „Studio für neue Musik“ unter Leitung von Viktor Ullmann) sowie eine Klavierbegleitung für Das böhmische Lied von Smetana, die er für eine Veranstaltung zu dessen 60. Todestag (12. Mai 1884) schrieb. Pianist war damals Karel Reiner, Sänger war der Bassist Karel Berman. Im September 1944 wurde Heinz Alt nach Auschwitz deportiert, danach in das KZ Dachau, wo er am 6. Januar 1945 starb.